# Рослини Вінницької області, занесені до Червоної книги України
Список рослин Вінницької області, занесених до Червоної книги України.

## Статистика
До списку входить 86 видів рослин, з них:
- Судинних рослин — 79;
- Мохоподібних — 5;
- Водоростей — 1;
- Лишайників — 1;
- Грибів — 0.

Серед них за природоохоронним статусом: 
- Вразливих — 41;
- Рідкісних — 14;
- Недостатньо відомих  — 0;
- Неоцінених — 22;
- Зникаючих — 7;
- Зниклих у природі — 1;
- Зниклих — 1.

## Список видів
| № п/п | Українська назва виду                                  | Латинська назва виду                                                 | Природоохоронний статус | Група           |
| ----- | ------------------------------------------------------ | -------------------------------------------------------------------- | ----------------------- | --------------- |
| 1     | Аконіт Бессера                                         | Aconitum besserianum Andrz. ex Trautv.                               | Вразливий               | Судинні рослини |
| 2     | Альдрованда пухирчаста                                 | Aldrovanda vesiculosa L.                                             | Рідкісний               | Судинні рослини |
| 3     | Астрагал французький                                   | Astragalus monspessulanus L.                                         | Вразливий               | Судинні рослини |
| 4     | Беладонна звичайна                                     | Atropa belladonna L.                                                 | Вразливий               | Судинні рослини |
| 5     | Береза темна                                           | Betula obscura А.Kotula                                              | Рідкісний               | Судинні рослини |
| 6     | Берека (горобина берека)                               | Sorbus torminalis (L.) Crantz                                        | Неоцінений              | Судинні рослини |
| 7     | Билинець найзапашніший                                 | Gymnadenia odoratissima (L.) Rich.                                   | Зникаючий               | Судинні рослини |
| 8     | Бруслина карликова                                     | Euonymus nana М. Bieb.                                               | Вразливий               | Судинні рослини |
| 9     | Булатка великоквіткова                                 | Cephalanthera damasonium (Mill.) Druce                               | Рідкісний               | Судинні рослини |
| 10    | Верба Старке                                           | Salix starkeana Willd.                                               | Вразливий               | Судинні рослини |
| 11    | Водяний горіх плаваючий                                | Trapa natans L. s.l.                                                 | Неоцінений              | Судинні рослини |
| 12    | Гніздівка звичайна                                     | Neottia nidus-avis (L.) Rich.                                        | Неоцінений              | Судинні рослини |
| 13    | Горицвіт весняний                                      | Adonis vernalis L.                                                   | Неоцінений              | Судинні рослини |
| 14    | Дев'ятисил осотовий                                    | Carlina cirsioides Klokov                                            | Вразливий               | Судинні рослини |
| 15    | Дев'ятисил татарниколистий, відкасник татарниколистий  | Carlina onopordifolia Besserex Szafer, Kulcz. et Pawł.               | Вразливий               | Судинні рослини |
| 16    | Зіновать біла, рокитничок білий                        | Chamaecytisus albus (Hacq.) Rothm.                                   | Вразливий               | Судинні рослини |
| 17    | Зіновать Блоцького, рокитничок Блоцького               | Chamaecytisus blockianus (Pawł.) Klásk.                              | Рідкісний               | Судинні рослини |
| 18    | Зіновать подільська, рокитничок подільський            | Chamaecytisus podolicus (Błocki) Klásk.                              | Вразливий               | Судинні рослини |
| 19    | Змієголовник австрійський                              | Dracocephalum austriacum L.                                          | Вразливий               | Судинні рослини |
| 20    | Змієголовник Рюйша                                     | Dracocephalum ruyschiana L.                                          | Неоцінений              | Судинні рослини |
| 21    | Зозулинець прикрашений                                 | Orchis signifera Vest                                                | Зникаючий               | Судинні рослини |
| 22    | Зозулинець шоломоносний                                | Orchis militaris L.                                                  | Вразливий               | Судинні рослини |
| 23    | Зозулині сльози яйцеподібні                            | Listera ovata (L.) R.Br.                                             | Неоцінений              | Судинні рослини |
| 24    | Зозульки м'ясочервоні (пальчатокорінник м'ясочервоний) | Dactylorhiza incarnata (L.) Soy s.l.                                 | Вразливий               | Судинні рослини |
| 25    | Зозульки травневі (пальчатокорінник травневий)         | Dactylorhiza majalis (Rchb.) P.F.Hunt et Summerhayes s.l.            | Рідкісний               | Судинні рослини |
| 26    | Золотобородник цикадовий                               | Chrysopogon gryllus (L.) Trin.                                       | Вразливий               | Судинні рослини |
| 27    | Катран татарський                                      | Crambe tataria Sebeyk                                                | Вразливий               | Судинні рослини |
| 28    | Катран шорсткий                                        | Crambe aspera М. Bieb.                                               | Вразливий               | Судинні рослини |
| 29    | Клокичка периста                                       | Staphylea pinnata L.                                                 | Рідкісний               | Судинні рослини |
| 30    | Ковила волосиста                                       | Stipa capillata L.                                                   | Неоцінений              | Судинні рослини |
| 31    | Ковила Лессінга                                        | Stipa lessingiana Trin. et Rupr.                                     | Неоцінений              | Судинні рослини |
| 32    | Ковила найкрасивіша                                    | Stipa pulcherrima K. Koch                                            | Вразливий               | Судинні рослини |
| 33    | Ковила пірчаста                                        | Stipa pennata L.                                                     | Вразливий               | Судинні рослини |
| 34    | Конюшина червонувата                                   | Trifolium rubens L.                                                  | Рідкісний               | Судинні рослини |
| 35    | Коральковець тричінадрізаний                           | Corallorhiza trifida Chätel.                                         | Рідкісний               | Судинні рослини |
| 36    | Коручка болотна                                        | Epipactis palustris (L.) Crantz                                      | Вразливий               | Судинні рослини |
| 37    | Коручка пурпурова                                      | Epipactis purpurata Smith                                            | Рідкісний               | Судинні рослини |
| 38    | Коручка чемерникоподібна (коручка широколиста)         | Epipactis helleborine (L.) Crantz                                    | Неоцінений              | Судинні рослини |
| 39    | Косарики черепитчасті                                  | Gladiolus imbricatus L.                                              | Вразливий               | Судинні рослини |
| 40    | Лілія лісова                                           | Lilium martagon L.                                                   | Неоцінений              | Судинні рослини |
| 41    | Лобарія легеневоподібна                                | Lobaria pulmonaria (L.) Hoffm.                                       | Вразливий               | Лишайники       |
| 42    | Любка дволиста                                         | Platanthera bifolia (L.) Rich.                                       | Неоцінений              | Судинні рослини |
| 43    | Любка зеленоквіткова                                   | Platanthera chlorantha (Cust.) Rchb.                                 | Рідкісний               | Судинні рослини |
| 44    | Льон бесарабський                                      | Linum basarabicum (Savul. et Rayss) Klokov ex Juz.                   | Неоцінений              | Судинні рослини |
| 45    | Меезія багнова                                         | Meesia uliginosa Hedw.                                               | Вразливий               | Мохоподібні     |
| 46    | Меезія довгоніжкова                                    | Meesia longiseta Hedw.                                               | Зниклий                 | Мохоподібні     |
| 47    | Меезія тригранна                                       | Meesia triquetra (L. ex Jolycl.) Engstr.                             | Зникаючий               | Мохоподібні     |
| 48    | Місячниця оживаюча (лунарія оживаюча)                  | Lunaria rediviva L.                                                  | Неоцінений              | Судинні рослини |
| 49    | Молочай густоволохатоплодий                            | Euphorbia valdevillosocarpa Arvat et Nyár.                           | Зникаючий               | Судинні рослини |
| 50    | Неотінея обпалена (зозулинець обпалений)               | Neotinea ustulata (L.) R.M. Bateman, Pridgeon et M.W. Chase          | Зникаючий               | Судинні рослини |
| 51    | Осока Буксбаума                                        | Carex buxbaumii Wahlenb.                                             | Вразливий               | Судинні рослини |
| 52    | Осока дводомна                                         | Carex dioica L.                                                      | Вразливий               | Судинні рослини |
| 53    | Осока Девелла                                          | Carex davalliana Smith                                               | Вразливий               | Судинні рослини |
| 54    | Осока житня                                            | Carex secalina Willd. ex Wahlenb.                                    | Вразливий               | Судинні рослини |
| 55    | Осока затінкова                                        | Carex umbrosa Host                                                   | Неоцінений              | Судинні рослини |
| 56    | Палудела відстовбурчена                                | Paludella squarrosa (Hedw.) Brid.                                    | Зникаючий               | Мохоподібні     |
| 57    | Півники борові                                         | Iris pineticola Klokov                                               | Вразливий               | Судинні рослини |
| 58    | Півники сибірські                                      | Iris sibirica L.                                                     | Вразливий               | Судинні рослини |
| 59    | Підсніжник білосніжний (підсніжник звичайний)          | Galanthus nivalis L.                                                 | Неоцінений              | Судинні рослини |
| 60    | Плавун щитолистий                                      | Nymphoides peltata (S.G.Gmel.) Kuntze                                | Вразливий               | Судинні рослини |
| 61    | Плодоріжка блощична (зозулинець блощичний)             | Anacamptis coriophora (L.) R.M. Bateman, Pridgeon et M.W. Chase s.l. | Вразливий               | Судинні рослини |
| 62    | Плодоріжка салепова (зозулинець салеповий)             | Anacamptis morio (L.) R.M. Bateman, Pridgeon et M.W. Chase           | Вразливий               | Судинні рослини |
| 63    | Пухирник малий                                         | Utricularia minor L.                                                 | Вразливий               | Судинні рослини |
| 64    | Пухирник середній                                      | Utricularia intermedia Hayne                                         | Вразливий               | Судинні рослини |
| 65    | Ранник весняний                                        | Scrophularia vernalis L.                                             | Вразливий               | Судинні рослини |
| 66    | Росичка середня                                        | Drosera intermedia Hayne                                             | Вразливий               | Судинні рослини |
| 67    | Сальвінія плаваюча                                     | Salvinia natans (L.) All.                                            | Неоцінений              | Судинні рослини |
| 68    | Свистуля татарська                                     | Conioselinum vaginatum (Spreng.) Thell.                              | Рідкісний               | Судинні рослини |
| 69    | Скополія карніолійська                                 | Scopolia carniolica Jacq.                                            | Неоцінений              | Судинні рослини |
| 70    | Сокироносиця струнка (вязіль стрункий)                 | Securigera elegans (Pančić) Lassen                                   | Вразливий               | Судинні рослини |
| 71    | Сон великий                                            | Pulsatilla grandis Wender.                                           | Вразливий               | Судинні рослини |
| 72    | Сон лучний (сон чорніючий, сон богемський)             | Pulsatilla pratensis (L.) Mill. s.l.                                 | Неоцінений              | Судинні рослини |
| 73    | Сон розкритий                                          | Pulsatilla patens (L.) Mill. s.l.                                    | Неоцінений              | Судинні рослини |
| 74    | Тимія мекленбурзька                                    | Timmia megapolitana Hedw.                                            | Зникаючий               | Мохоподібні     |
| 75    | Торея найрозгалуженіша                                 | Thorea ramosissima Bory                                              | Рідкісний               | Водорості       |
| 76    | Траунштейнера куляста                                  | Traunsteinera globosa (L.) Rchb.                                     | Вразливий               | Судинні рослини |
| 77    | Тюльпан дібровний                                      | Tulipa quercetorum Klokovet Zoz                                      | Вразливий               | Судинні рослини |
| 78    | Цибуля ведмежа (черемша)                               | Allium ursinum L.                                                    | Неоцінений              | Судинні рослини |
| 79    | Цибуля круглонога                                      | Allium sphaeropodum Klokov                                           | Вразливий               | Судинні рослини |
| 80    | Чина ряба, чина венеціанська                           | Lathyrus venetus (Mill.) Wohlf.                                      | Вразливий               | Судинні рослини |
| 81    | Шавлія кременецька                                     | Salvia cremenecensis Bess.                                           | Рідкісний               | Судинні рослини |
| 82    | Шафран Гейфелів                                        | Crocus heuffelianus Herb.                                            | Неоцінений              | Судинні рослини |
| 83    | Шафран сітчастий                                       | Crocus reticulatus Steven ex Adams                                   | Неоцінений              | Судинні рослини |
| 84    | Шильник водяний                                        | Subularia aquatica L.                                                | Зниклий в природі       | Судинні рослини |
| 85    | Шолудивник королівський                                | Pedicularis sceptrum-carolinum L.                                    | Вразливий               | Судинні рослини |
| 86    | Ясенець білий                                          | Dictamnus albus L.                                                   | Рідкісний               | Судинні рослини |